# Fischteller (Antike)

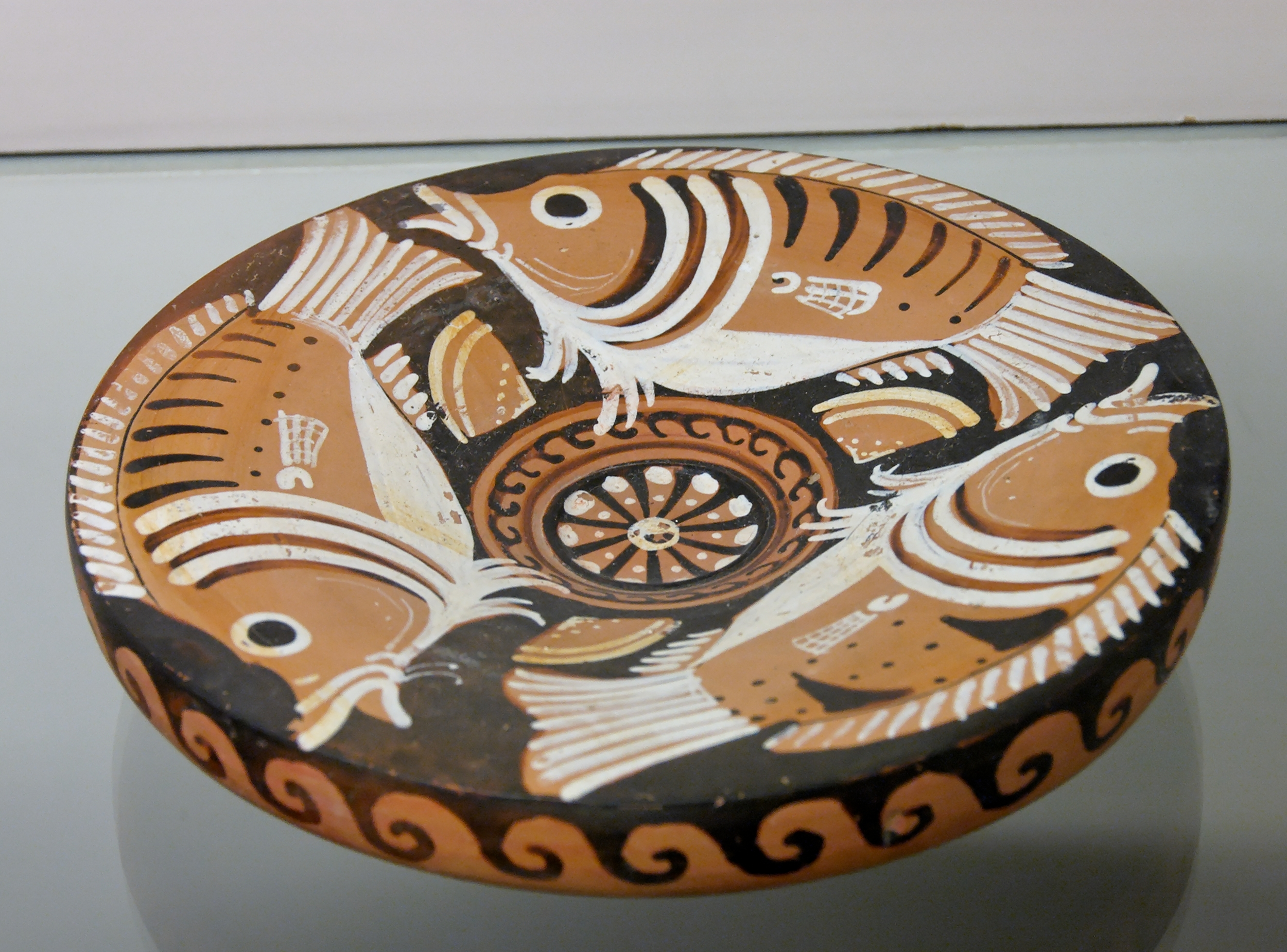
Apulischer Fischteller des Malers von Karlsruhe 66/140

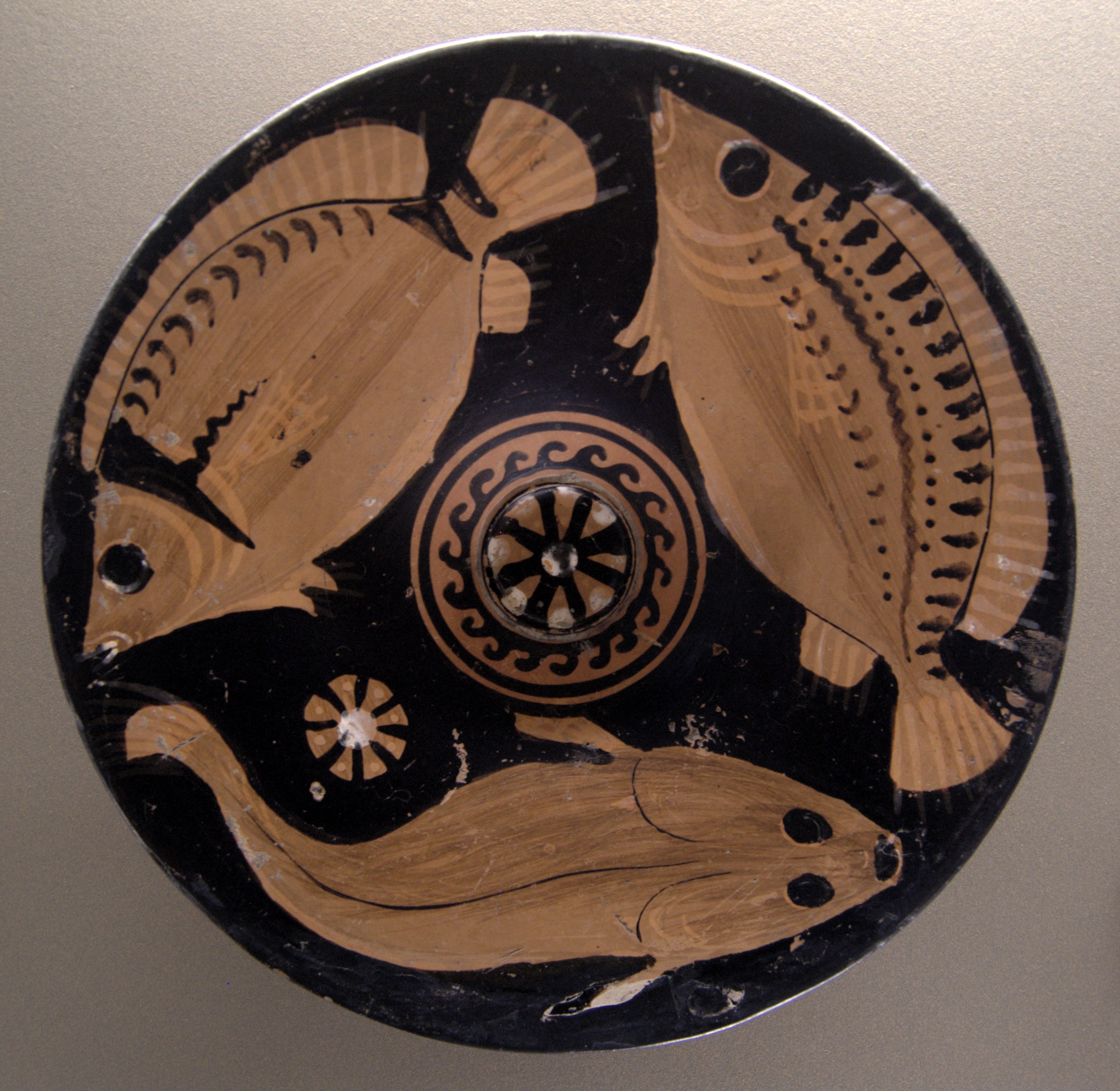
Apulischer Fischteller der Gruppe von Karlsruhe 66/140

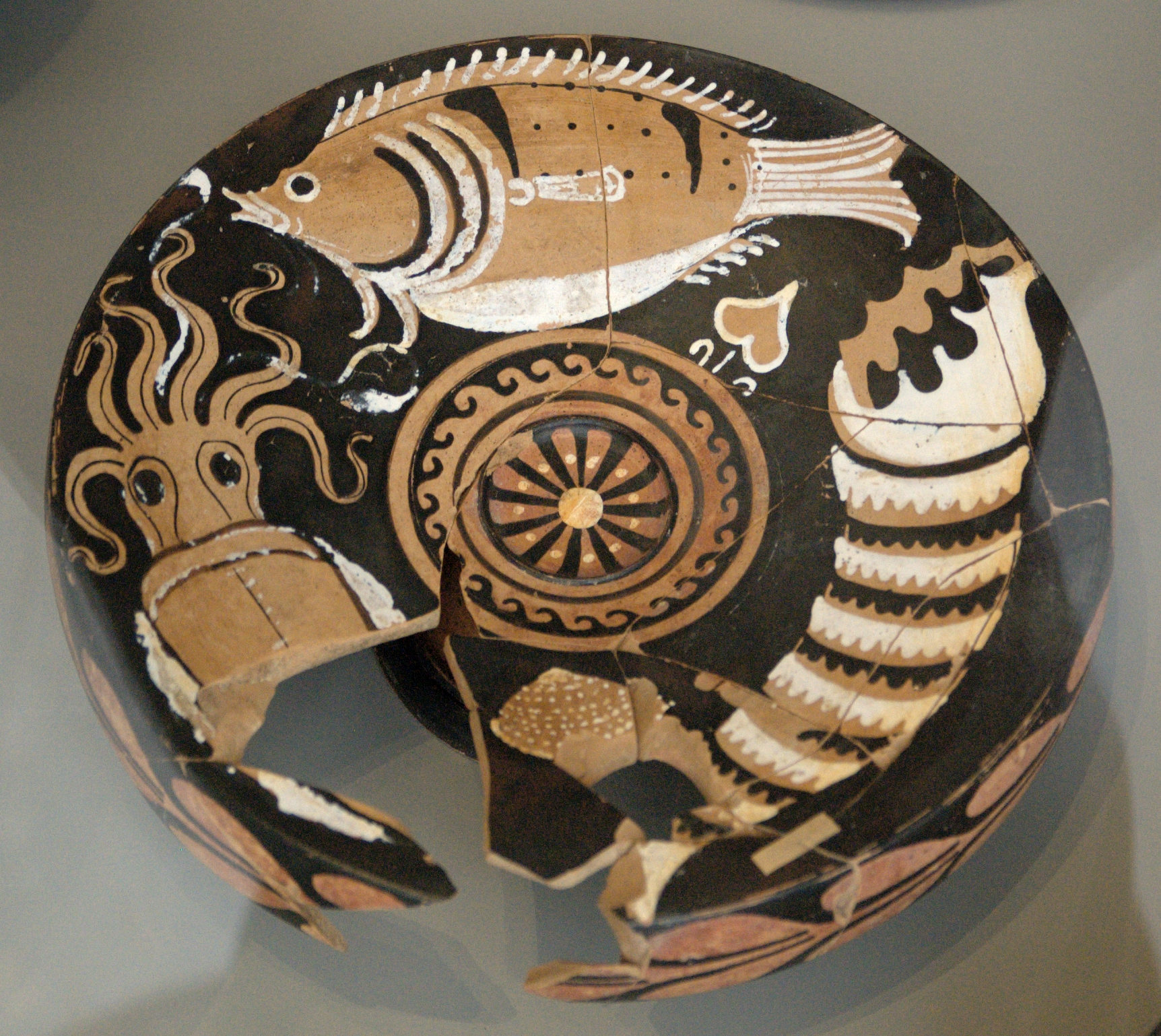
Apulischer Fischteller aus dem Umkreis des Dareios-Malers

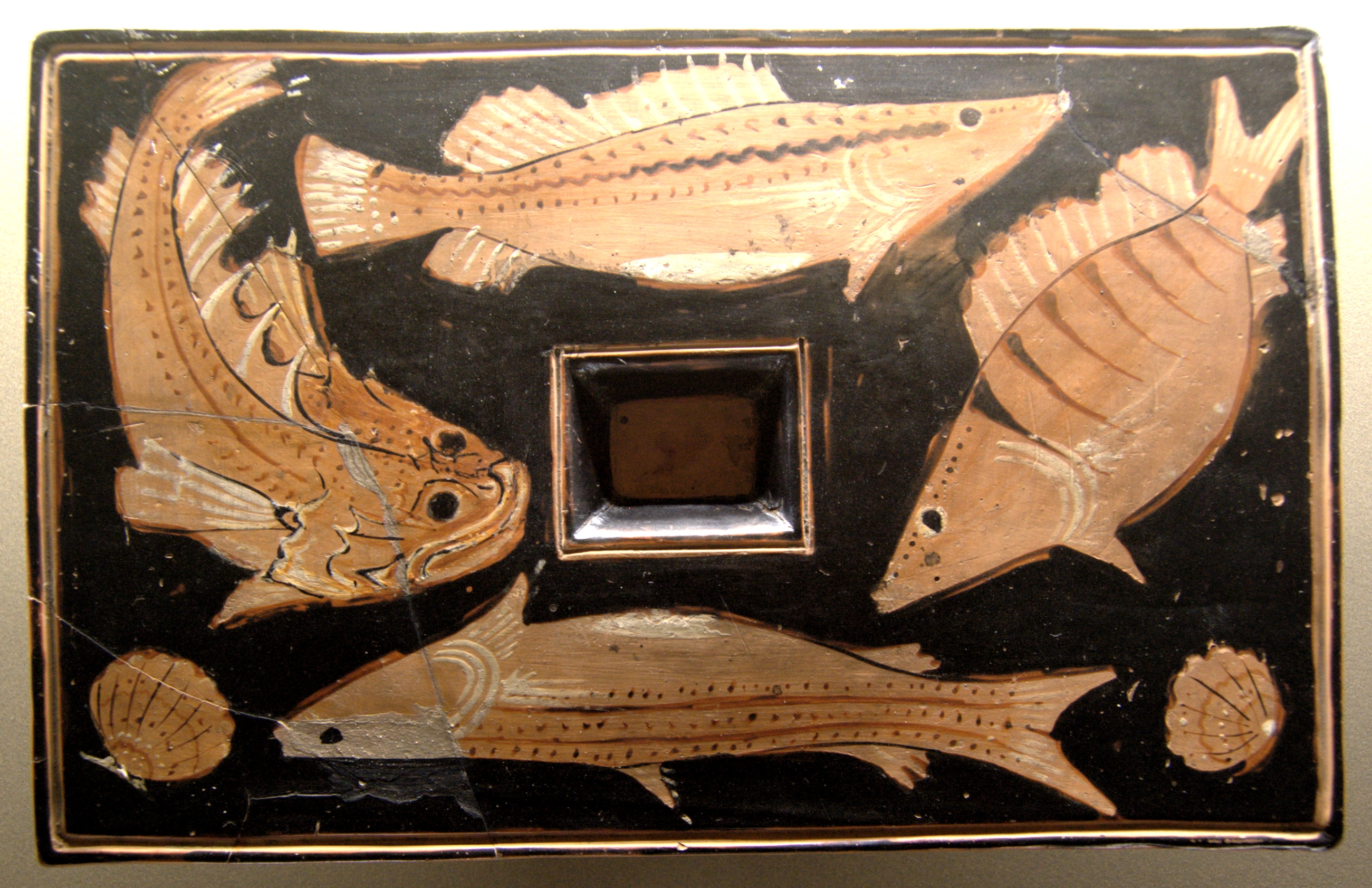
Seltene eckige Form eines apulischen Fischtellers, bemalt vom Plattfisch-Maler, um 350/25 v. Chr.

Fischteller sind eine Sonderform antiker, im rotfigurigen Stil bemalter Teller. Motive sind immer Fische oder andere Meeresfrüchte wie Schnecken, Garnelen oder Muscheln, die meist in sehr realistischer Form wieder gegeben wurden. Fabeltiere kommen vor, sind jedoch eher selten. Heute sind etwa 1000 überlieferte Fischteller bekannt.
Fischteller wurden abgesehen von der lukanischen in allen süditalischen großen Werkstätten und auch auf Sizilien sowie in der attischen Vasenproduktion hergestellt. Der Unterschied zwischen attischen und süditalischen Tellern besteht darin, dass in der attischen Vasenmalerei die Fische mit den Bäuchen zum Rand, in der süditalischen Malerei mit den Bäuchen nach innen dargestellt werden. Im Zentrum gibt es meist eine Vertiefung, die normalerweise nur in der apulischen Malerei verziert wurde.
Der Phrixos-Maler aus der Manufakturwerkstatt des Dareios-Malers ist bei der Darstellung besonders fantasievoll, stellt er beispielsweise Augenfleck-Zitterrochen, Tintenfische, Seeteufel und Hornschnecken dar. In der kampanischen Werkstatt des Kassandra-Malers und seiner Nachfolger finden sich mehrere Maler, die nicht wenige Fischteller produziert hatten. Hier gab es offenbar einen starken sizilianischen Einfluss auf die Produktionsweise. Fischteller sind unter anderem vom Bastis-Maler, dem Grassi-Maler und seiner Gruppe. Dem Adeleide-S. Prico-Maler werden sogar etwa 50 Teller zugeschrieben, möglicherweise gehören sie allerdings auch nur zu verschiedenen Malern aus der Werkstatt des Ixion-Malers, der den Adeleide-S. Prico-Maler beschäftigte.
Eine weitere Gruppe der kampanischen Fischteller ist eng mit denen des Kassandra-Malers verwandt. Sie zeigen mit weißen und schwarzen Punkten gezeichnete Zitterrochen. Danach ist auch die Künstlergruppe bezeichnet (Zitterrochen-Gruppe, auch Torpedo-Gruppe nach ihrem wichtigsten Vertreter genannt). Diese Teller wurden wahrscheinlich in der Werkstatt des Laghetto-Malers und des Caivano-Malers hergestellt. Wichtigster Künstler ist der Torpedo-Maler. Eine weitere wichtige Werkstatt Kampaniens war die des CA-Malers in Cumae. Ihr werden fast 200 Fischteller zugeschrieben. Sie wurden vom Robinson-Maler und seinem Kreis – etwa dem Dreistreifen-Maler – bemalt. Ein großer Teil dieser Teller sind mit zwei Brassen (vor allem Marmor- und Zweibindenbrassen) und einem Zitterrochen verziert. Wichtige Maler von Fischtellern in der paestanischen Vasenmalerei waren der Maler von Neapel 2585 und der Maler von Neapel 1778.
In der attischen Malerei werden Fischteller weitaus seltener und weniger farbig und fantasievoll gestaltet. Es ist anzunehmen, dass diese Teller auch für solch einfache Mahlzeiten wie Fisch genutzt wurden, die man schlicht in eine Fischsauce tunkte und aß.